# Musica Antiqua Köln
Pour les articles homonymes, voir MAK.
Musica Antiqua Köln (Musica Antiqua Cologne ou MAK) était un ensemble allemand spécialisé dans l'interprétation de la musique baroque de 1640 à 1760 sur instruments anciens.

## Historique
L'ensemble est fondé en 1973 par le violoniste et musicologue Reinhard Goebel avec des étudiants du Conservatoire de Cologne. En 1978, le MAK se produit pour la première fois en formation d'orchestre, puis le grand public découvre l'ensemble en 1979 lors de concerts au Queen Elizabeth Hall à Londres et au Holland Festival. Depuis 1978, l'ensemble a un contrat exclusif avec la Deutsche Grammophon Gesellschaft.
L'ensemble qui jouait sur de magnifiques instruments anciens, comme des violons baroques de Jakobus Stainer et de la famille Rogeri, mais aussi des répliques de haute qualité, fabriquées par des luthiers contemporains comme Roger Hargrave, a été dissous depuis 2007. 
En novembre 2006, à la suite de problèmes de santé, Goebel a annoncé la fin de son activité. Il se consacrera désormais à la direction d'orchestre.

## Discographie
Les enregistrements ont été nombreux, mais aussi les distinctions : plusieurs Grands Prix du Disque, le Gramophone Award, le Preis der Deutschen Schallplattenkritik, l'Echo Klassik, le Prix Caecilia et le Record Academy Award au Japon.
Parmi les meilleurs enregistrements, on peut citer les Six concerts avec plusieurs instruments dits Concertos brandebourgeois de Jean-Sébastien Bach, la Musique de table dite Tafelmusik de Georg Philipp Telemann, la Musique instrumentale sacrée de Marc-Antoine Charpentier (Diapason d’or).